# Stazione di Civita Castellana-Magliano
La stazione di Civita Castellana-Magliano è una stazione ferroviaria della ferrovia Firenze-Roma, della ferrovia Roma-Ancona e della tratta metropolitana Orte-Fiumicino aeroporto. Si trova a Borghetto, frazione di Civita Castellana, nella Valle del Tevere. Serve principalmente il comune di Civita Castellana e quello di Magliano Sabina, è utilizzata anche da passeggeri provenienti dalla vicina regione Umbria.

## Storia
Inaugurata nel 1865, la stazione di Civita Castellana-Magliano riscosse immediatamente un buon successo sia di passeggeri, sia di traffico merci. La situazione rimase immutata per diversi anni, anche se vi furono eventi come l'elettrificazione e il raddoppio della linea, fino al 1977 quando venne inaugurata la prima tratta della Direttissima Firenze–Roma e (completata nel 1992), portando una diminuzione del traffico ferroviario presso la stazione, con un conseguente abbassamento del numero di passeggeri.
Nel 2000 la stazione ha subito una totale ristrutturazione sia del fabbricato viaggiatori sia degli interni.

## Strutture e impianti
La stazione dispone di un fabbricato viaggiatori di ampie dimensioni, su tre livelli, dove è presente una sala d'attesa e un bar, mentre la biglietteria è chiusa. Uno dei due piani superiori è abitazione privata, mentre l'altro è chiuso.
All'interno si contano 3 binari per il servizio viaggiatori, anche se solo i primi due vengono utilizzati. Vi sono anche alcuni binari tronchi per lo scalo merci: il traffico merci si mantiene su discreti livelli. È presente anche un fabbricato per le merci.

## Movimento
Il movimento passeggeri è modesto, soprattutto a livello pendolare da e verso Roma. La città di Civita Castellana è servita anche dalla ferrovia Roma-Civita Castellana-Viterbo, gestita da ASTRAL.
Dagli anni 1990, con la messa in servizio della linea suburbana FL1 (Orte - Roma - Fiumicino Aeroporto, i treni sono cadenzati ogni ora in entrambe le direzioni, con potenziamenti in fascia di punta.

## Servizi
La stazione dispone di:
- Parcheggio di scambio
- Sottopassaggio
- Bar
- Servizi igienici

## Galleria d'immagini

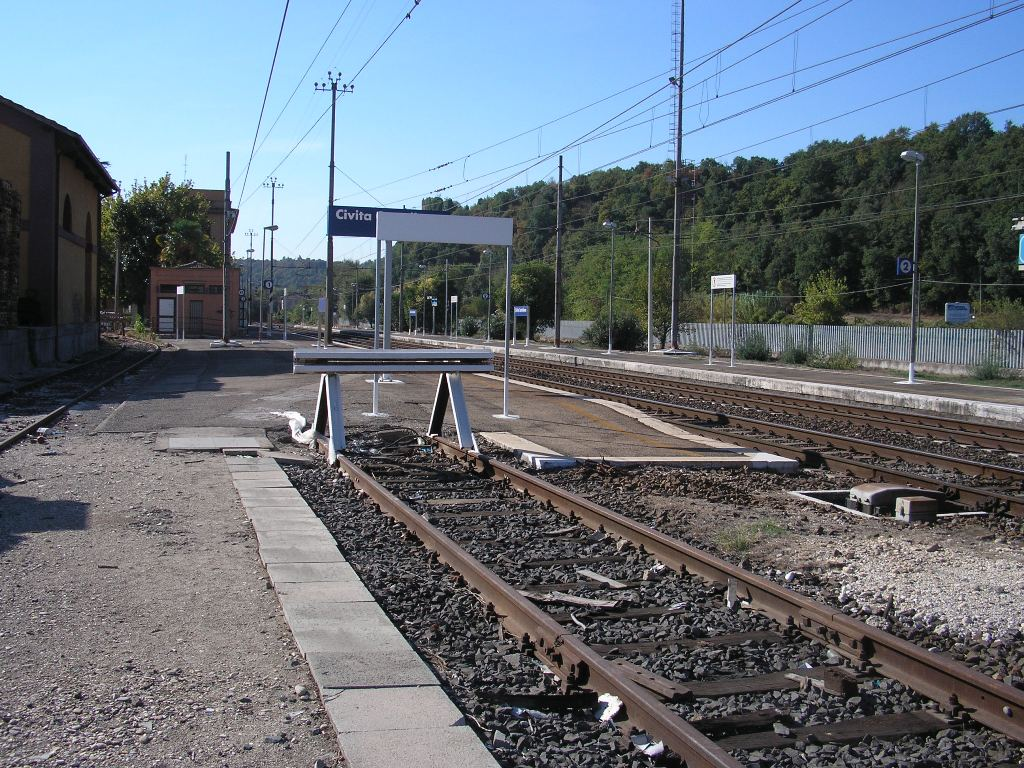
Vista della stazione
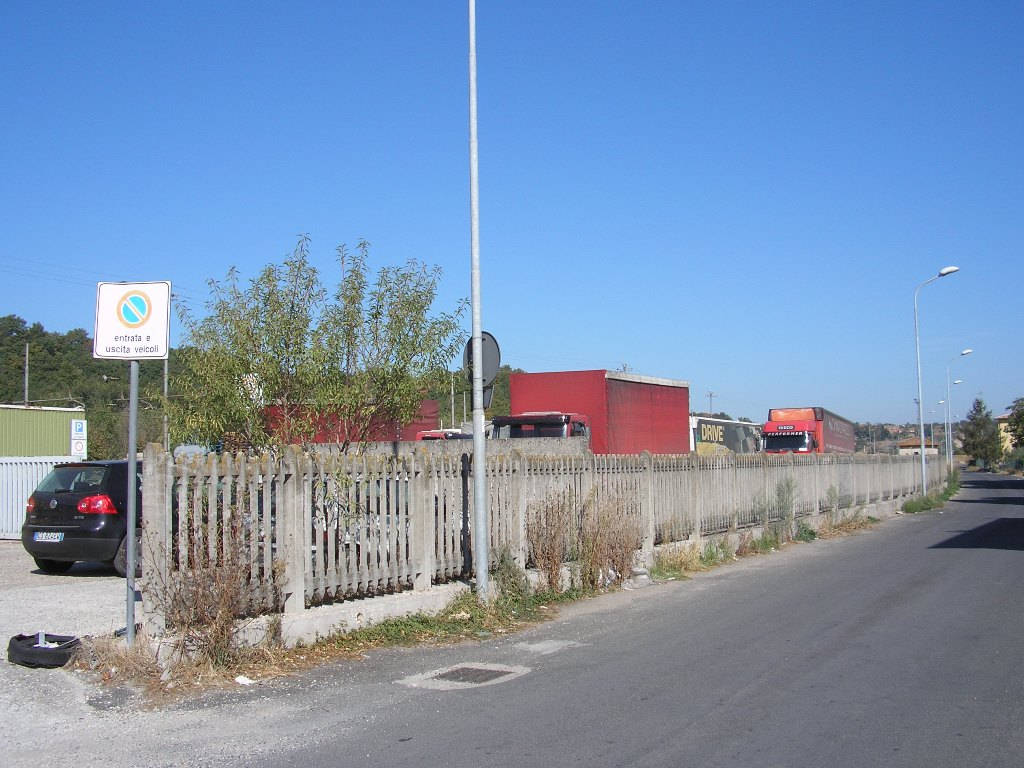
Scalo merci
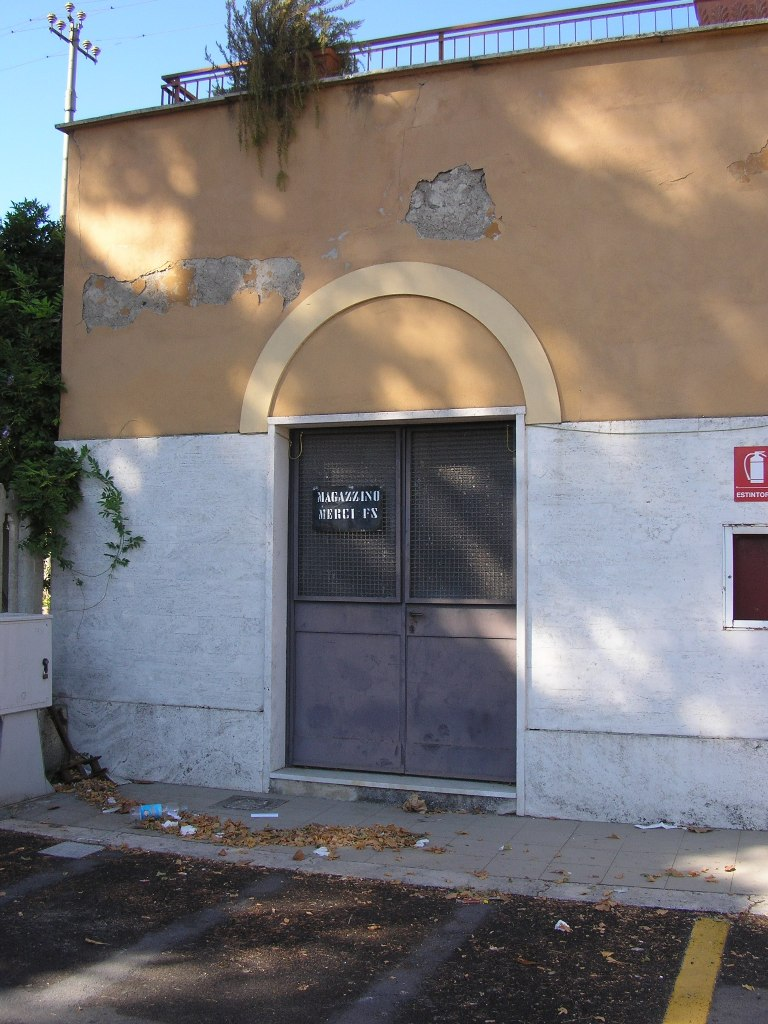
Magazzino
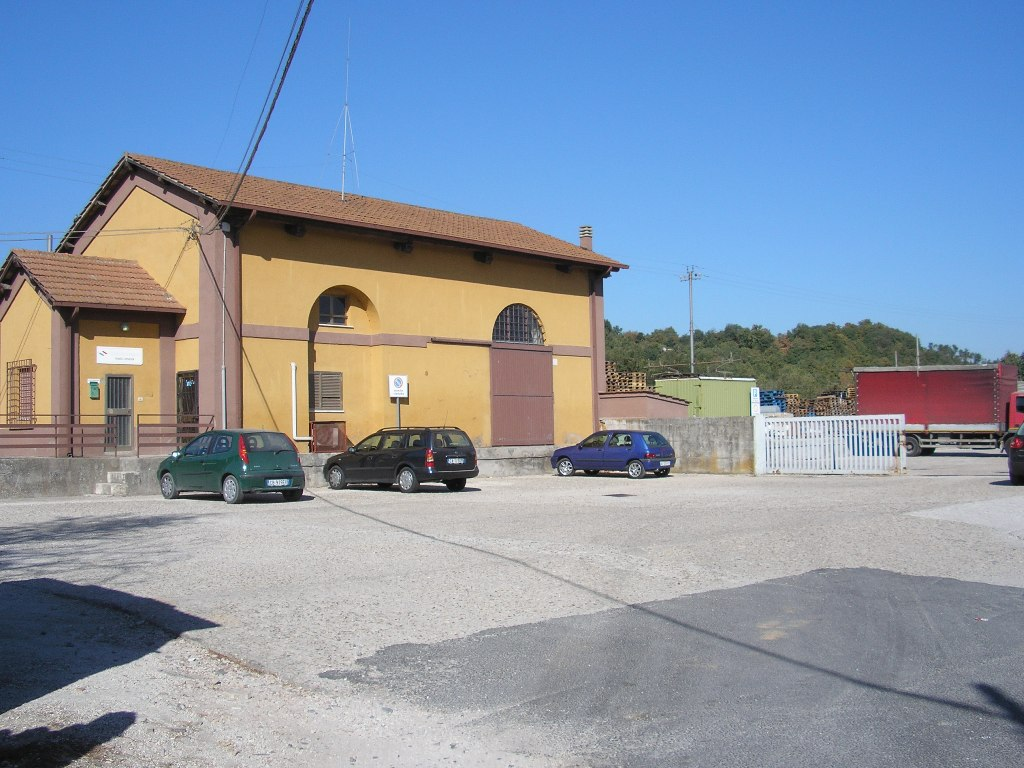
Fabbricato merci